# Polihierax insignis
Il falco pigmeo orientale (Polihierax insignis Walden, 1872) è un uccello rapace della famiglia dei Falconidi, diffuso nel sud-est asiatico.

## Descrizione
È un rapace di piccola taglia, lungo 23–28 cm, con un peso di 84–112 g e un'apertura alare di 42–49 cm.

## Distribuzione e habitat
Questa specie è diffusa in Myanmar, Cambogia, Laos, Thailandia e Vietnam.

## Conservazione
La Lista rossa IUCN classifica Polihierax insignis come specie prossima alla minaccia di estinzione (Near Threatened).